# Ra Lotsawa Dorje Drag
| Tibetische Bezeichnung                                                              |
| ----------------------------------------------------------------------------------- |
| Wylie-Transliteration: rwa lo tsā ba rdo rje grags; rwa lo ts'a ba rdo rje grags pa |
| Chinesische Bezeichnung                                                             |
| Vereinfacht: 热罗多吉扎译师                                                         |
| Pinyin:Reluo Duoji Zha yishi                                                        |

Ra Lotsawa Dorje Drag (tib. rwa lo tsā ba rdo rje grags; geb. 1016; gest. 1128 (?)); Dorje Drag – der Übersetzer aus Ra (rwa) war ein berühmter Übersetzer der Zeit der Späteren Verbreitung der Lehre, dessen Name insbesondere mit dem Vajrabhairava verbunden ist. Ra Chörab (rwa chos rab) war sein Neffe.
Die von Ra Lotsawa ausgehende Mantrayana-Schultradition wird als „Ra-Tradition“ (rwa lugs) bezeichnet.
Seine Biographie  (Rwa Lo ts'a ba'i rnam thar) wurde von Ra Yeshe Sengge (rwa ye shes seng ge) geschrieben. Sie berichtet über seine beiden Reisen nach Nepal und Indien, sein Schriftenstudium unter der Tutorschaft bedeutender Mönche, Nachforschungen zum Mahayana-Buddhismus und die Übersetzung buddhistischer Schriften. Die moderne Ausgabe des Qinghai Nationalitätenverlags basiert auf der im Anwesen des Vaters des 13. Dalai Lama aufbewahrten Blockdruckausgabe.